# Amleto Giovanni Cicognani
Amleto Giovanni Cicognani (ur. 24 lutego 1883 w Brisighelli, zm. 17 grudnia 1973 w Watykanie) – włoski duchowny katolicki, kardynał.
Święcenia kapłańskie przyjął w 1905 roku. W 1933 został konsekrowany na arcybiskupa tytularnego Laodycei Frygijskiej i wysłany do USA jako delegat apostolski.
Papież Jan XXIII w 1958 wyniósł go do rangi kardynała prezbitera San Clemente. Sekretarz Kongregacji Kościołów Wschodnich 1959-61, następnie sekretarz stanu Stolicy Apostolskiej. Uczestniczył w Soborze Watykańskim II i konklawe 1963. W 1969 zrezygnował ze wszystkich zajmowanych funkcji kurialnych. Tytularny biskup Frascati 1962-73. W dniu 1 stycznia 1971 w związku z reformą Pawła VI utracił prawo czynnego udziału w konklawe. Dziekan Kolegium Kardynalskiego i tytularny biskup Ostii od 24 marca 1972 roku.
Cicognani był głównym inicjatorem buntu przeciw rosnącej niemoralności w amerykańskim kinie w okresie ery Pre-Code. Podjęte przez niego działania doprowadziły do utworzenia w 1933 Katolickiego Legionu Przyzwoitości (rok później przemianowanego na Legion Przyzwoitości). Organizacja ta zajmowała się kontrolą i egzekwowaniem standardów przyzwoitości oraz bojkotem filmów, których treść uznawano za obraźliwą
Zmarł w wieku 90 lat i został pochowany w rzymskiej bazylice San Clemente.